# NHK 나고야 방송국
NHK 나고야 방송국(名古屋 放送局)은 아이치현을 포함한 기후·미에현을 방송구역으로 하는 NHK의 지역방송국이며 중파·FM라디오·텔레비전 방송을 담당하고 있다.
주부 지방을 총괄하는 방송총국급 지역방송국이다.

## 개요
- 종합 텔레비전 방송이나 FM라디오 방송의 경우 기후현이나 미에현 지역의 시청자도 많이 있는 관계로 의외로 아이치현 전용 지역 프로그램이 적은 편이지만 디지털 텔레비전 방송이 완전히 보급되면 지역 프로그램을 늘릴 것으로 추정된다.
- 종합 텔레비전의 경우 디지털 텔레비전 가상 채널번호로 3번을 쓰고 있는데 이는 원래 NHK에서 사용하는 1번을 민영 방송국인 도카이 TV에서 사용하고 있기 때문이다.

## 연혁
- 1925년 6월 23일 - 시험 방송 개시
- 1925년 7월 15일 - 라디오 제1방송개시
- 1926년 8월 20일 - 사단법인 나고야 방송국이 사단법인 일본 방송협회 나고야 지부가 된다.
- 1933년 6월 26일 - 라디오 제2방송개시
- 1934년 5월 16일 - 일본 방송협회 나고야 중앙 방송국이 된다.
- 1945년 5월 14일 - 공습에 의해 방송국 소실
- 1951년 7월 27일 - 텔레비전 실험 방송국 개설
- 1954년 3월 1일 - 종합 텔레비전 방송개시
- 1962년 3월 27일 - 교육 텔레비전 방송개시
- 1963년 12월 16일 - 텔레비전 컬러 방송 개시
- 1969년 3월 1일 - FM방송 본방송 개시
- 1971년 7월 1일 - 일본 방송협회 중부 본부가 된다.
- 1978년 10월 1일　- FM방송 PCM 디지털·스테레오 회선이 도쿄-나고야-오사카까지 연결되어 테이프를 통한 방송이 종료된다.
- 1980년 7월 25일 - 일본 방송협회 나고야 방송국된다
- 1999년 5월 1일 - NHK 나고야 방송 자료 센터 개관
- 2003년 12월 1일 - 지상파 디지털 텔레비전 방송 개시
- 2011년 7월 24일 - 지상파 아날로그 텔레비전 종료

## 채널·주파수
- 종합 텔레비전 나고야본국 20ch(JOCK-DTV)
- 교육 텔레비전 나고야본국 13ch(JOCB-DTV)
- 라디오 제1방송 나고야본국 729kHz 50kW(콜사인:JOCK)
- 라디오 제2방송 나고야본국 909kHz 10kW(콜사인:JOCB)
- NHK-FM방송 나고야본국 82.5MHz JOCK-FM

## 아이치현에 있는 다른 방송국

### 텔레비전 방송국
- 도카이 TV(THK)(후지 TV계열)
- 주쿄 TV 방송(CTV)(니혼 TV 계열)
- 주부닛폰 방송(CBC)(TV는 도쿄 방송 계열, 라디오는 JRN 계열)
- 나고야 TV 방송(NBN)(TV 아사히 계열)
- TV 아이치(TVA)(TV 도쿄계열, 아이치현만 방송구역)

### 라디오 방송국
- 도카이 라디오 방송(SF)(NRN 계열, 기후현·미에현도 방송구역에 포함)
- FM아이치(JFN 계열, 아이치현만 방송구역)
- ZIP-FM(JAPAN FM LEAGUE 계열, 아이치현만 방송구역)
- Radio NEO(MegaNet 계열)